# Ikarus 415T
Ikarus 415T (zwany także Ikarus 415.80) – trolejbus z węgierskiej fabryki Ikarus. Był najlepiej sprzedającym się trolejbusem na Węgrzech, sprzedano 204 egzemplarze.